# Sotterns skärgård
Sotterns skärgård är ett naturreservat i Örebro  och Hallsbergs kommuner i Örebro län.
Området är naturskyddat sedan 1997 och är 710 hektar stort. Reservatet omfattar öar och holmar i norra delen  sjön Sottern. På öarna växer främst tall men även en hel del lövträd som björk, al och asp. 